# Tomás Gomensoro Albín
Tomás José Gomensoro Albín (Dolores, 27 de janeiro de 1810 – Montevideo, 12 de abril de 1900) foi um político uruguaio. Sob filiação do Partido Colorado, ocupou interinamente o cargo de presidente de seu país entre 1 de março de 1872 e 1 de março de 1873.